# Сен-Морис-ан-Триев
Сен-Морис-ан-Триев (фр. Saint-Maurice-en-Trièves) — коммуна во Франции, находится в регионе Рона — Альпы. Департамент коммуны — Изер. Входит в состав кантона Матезин-Триев. Округ коммуны — Гренобль.
Код INSEE коммуны — 38424. Население коммуны на 1999 год составляло 162 человека. Населённый пункт находится на высоте от 671 до 1 975 метров над уровнем моря. Муниципалитет расположен на расстоянии около 520 км юго-восточнее Парижа, 130 км юго-восточнее Лиона, 50 км южнее Гренобля. Мэр коммуны — Guy Percevault, мандат действует на протяжении 2008—20__ гг.
Динамика населения (INSEE):